# Milewo-Ruszczyny
Milewo-Ruszczyny – wieś w Polsce, w województwie mazowieckim, w powiecie przasnyskim, w gminie Krasne.
Wieś wchodzi w skład sołectwa Milewo-Brzegędy.
Do 2023 miejscowość była częścią wsi Milewo-Brzegędy.
W połowie XVIII wieku wieś należała do Mikołaja Ostaszewskiego, podwojewodzego ziemi wyszogrodzkiej.
W latach 1975–1998 miejscowość administracyjnie należała do województwa ciechanowskiego.